# Herbert Pankau
Herbert Pankau (ur. 4 października 1941 w Blękwicie, zm. 25 lipca 2025) – niemiecki piłkarz występujący na pozycji pomocnika. Reprezentant NRD.

## Kariera klubowa
Pankau treningi rozpoczął w zespole Einheit Grevesmühlen. W 1960 roku został zawodnikiem pierwszoligowego klubu Empor Rostock. W pierwszej lidze NRD zadebiutował 22 maja 1960 w wygranym 2:0 meczu z BFC Dynamo. 26 czerwca 1960 w wygranym 7:0 pojedynku z Fortschritt Weißenfels strzelił pierwszego gola w lidze. Wraz z Emporem Pankau trzy razy wywalczył wicemistrzostwo NRD (1962, 1963, 1964). Osiągnięcie to powtórzył jeszcze w 1968 roku, gdy Empor nosił już nazwę Hansa. Pankau grał do końca sezonu 1970/1971.
W 1971 roku Pankau odszedł do trzecioligowego BSG Schiffahrt/Hafen Rostock. W sezonie 1971/1972 awansował z nim do drugiej ligi. W 1975 roku zakończył karierę.

## Kariera reprezentacyjna
W reprezentacji NRD Pankau zadebiutował 9 grudnia 1962 w wygranym 2:1 towarzyskim meczu z Mali. W 1964 roku był członkiem reprezentacji, która zdobyła brązowy medal na letnich igrzyskach olimpijskich. 4 września 1966 w wygranym 6:0 towarzyskim pojedynku z Egiptem strzelił pierwszego gola w kadrze.
W latach 1962–1967 w drużynie narodowej Pankau rozegrał 25 spotkań i zdobył 4 bramki.